# Kadeřín
Kadeřín – wieś, część gminy Bouzov, położona w kraju ołomunieckim, w powiecie Ołomuniec, w Czechach.